# Tatsuya Enomoto
Tatsuya Enomoto (榎本 達也 Enomoto Tatsuya?), född 16 mars 1979, är en japansk tidigare fotbollsspelare.
I april 1999 blev han uttagen i Japans trupp till U20-världsmästerskapet 1999.